# Mbaïki
Mbaïki (også stavet Mbaki eller M'Baiki) er hovedstaden i præfekturet Lobaye, der er et af de 20 præfekturer i Den Centralafrikanske Republik. Den ligger i den sydvestlige del af landet, 107 km fra hovedstaden Bangui. Lobaye-folket og pygmæer bor i området. Der er også et vandfald i nærheden af byen.

## Historie
Mbaïki blev afstået af Frankrig til Tyskland i henhold til Marokko-Congo-traktaten fra 1911 og blev en del af den tyske koloni Neukamerun, indtil den blev generobret af franskmændene under Første Verdenskrig . Mbaiki fik elektricitet i 1969. I 1995 blev det romersk-katolske stift Mbaïki etableret i byen.
Som følge af den Centralafrikanske borgerkrig (2012-) (en) er den tidligere store muslimske befolkning ikke længere i byen.

## Økonomi
Økonomien er baseret på kaffe- og tømmerindustrien .